# Rosanna Crawford
Pour les articles homonymes, voir Crawford.
Rosanna Crawford,née le 23 mai 1988 à Canmore, est une biathlète canadienne.

## Biographie
Née à Canmore et licenciée au club de Canmore, Rosanna Crawford est la sœur cadette de Chandra Crawford championne olympique de ski de fond en 2006.
Elle fait ses débuts internationaux en 2008, disputant les épreuves de la Coupe d'Europe (IBU Cup). En janvier 2010, elle démarre en Coupe du monde juste avant de participer aux Jeux olympiques qui ont lieu à Vancouver. 
Elle marque ses premiers points (40 premières) durant la saison 2012-2013. En 2013-2014, elle atteint pour la première fois un classement dans les dix premières en terminant huitième de la mass-start d'Holmenkollen.
Elle obtient son premier podium en Coupe du monde sur le relais simple mixte d'Östersund au début de la saison 2015-2016. A Ruhpolding le 11 janvier 2018, Rosanna Crawford se classe 3e de l'individuel 15 km et obtient l'unique podium individuel de sa carrière.
En 2019, elle termine sa dernière saison sur le circuit de la Coupe du monde par les Championnats du monde à Östersund en mars, et se marie avec le biathlète Brendan Green au mois d'août.

## Palmarès

### Jeux olympiques d'hiver
| Épreuve / Édition                | Individuel | Sprint | Poursuite | Départ en masse | Relais | Relais mixte                     |
| Jeux olympiques 2010 Vancouver   | 76e        | 72e    | —         | —               | 15e    | Épreuve inexistante à cette date |
| Jeux olympiques 2014 Sotchi      | 67e        | 25e    | 45e       | —               | 8e     | 11e                              |
| Jeux olympiques 2018 Pyeongchang | 26e        | 53e    | 19e       | —               | 10e    | 12e                              |

- — : N'a pas participé à l'épreuve.
- : épreuve non-olympique

### Championnats du monde
| Mondiaux \ Épreuve        | Individuel | Sprint | Poursuite | Départ en masse | Relais | Relais mixte |
| 2013 Nové Město na Moravě | 17e        | 77e    | —         | —               | 12e    | —            |
| 2015 Kontiolahti          | 87e        | 32e    | 25e       | —               | 10e    | 12e          |
| 2016 Holmenkollen         | 14e        | 29e    | 27e       | 15e             | 15e    | 11e          |
| 2017 Hochfilzen           | 62e        | 26e    | 43e       | —               | 16e    | 13e          |
| 2019 Östersund            | 63e        | 18e    | DNF       | —               | 14e    | 16e          |

### Coupe du monde
- Meilleur classement général : 21e en 2015.
- 1 podium individuel : 1 troisième place.
- 1 podium en relais mixte : 1 deuxième place.

#### Classement annuel en Coupe du monde
| Saison    | Classement général final |
| 2012-2013 | 44e                      |
| 2013-2014 | 25e                      |
| 2014-2015 | 21e                      |
| 2015-2016 | 32e                      |
| 2016-2017 | 50e                      |
| 2017-2018 | 43e                      |
| 2018-2019 | 52e                      |